# Haapajärvi
Haapajärvi je obec v provincii Severní Pohjanmaa. Počet obyvatel obce je 7 822 (2007), rozloha 788,7 km² (z toho 23,67 km² připadá na vodní plochy). Hustota zalidnění je pak 10,2 obyv./km². Obec je finskojazyčná.

## Vesnice
Ahola, Autioranta, Haaganperä, Haapajärvi, Jokela, Jämsänpuhto, Kalakangas,Karjalahdenranta,Kirkonkylä, Kiurunperä, Kontiopuhto, Kumiseva, Kuona, Kuusaa, Mustanperä, Mäntyperä, Nokkous, Oksava, Olkkola, Parkkila, Tiitonranta, Tuomiperä, Varisperä, Vehkapuhto, Ylipää.